# Габдулла Саиди
Габдулла Саиди (Абдулла Саиди, Габдулла бин Саид аль-Булгари аль-Бурзяни аль-Сакмари, баш. Ғабдулла бин Сәид әл-Болғари әл-Бөрйәни әл-Һаҡмари; наст. имя — Габдулла Саитбатталович Нурмухаметов, баш. Ғабдулла Сәитбаттал улы Нурмөхәмәтов; 1836—1914) — башкирский религиозный деятель, шейх, ишан, последователь суфизма, просветитель, писатель и поэт. Член суфийского братства Накшбандия.

## Биография
Родился 3 мая 1836 года в деревне Стерлибашево Стерлитамакского уезда Оренбургской губернии. По другим данным — в деревне Муллакаево Орского уезда Оренбургской губернии.
Получил образование в медресе дд. Муллакаево и Стерлибашево.
Проходил службу в башкирском войске, против своей воли участвовал в походе на Среднюю Азию в 1853 году, о чем говорил с сожалением. После окончания срока службы, учился в медресе г. Бухара. В образовательных целях, ездил в Хорезм и Стамбул. В годы жизни в Бухаре открыл своё медресе.
С 1871 года являлся имам-хатыбом мечети д. Муллакаево, и в то же время мударрисом Муллакаевского медресе. В медресе ввёл новометодную систему обучения. Преподавал основы геологии, строительства, горного дела, химии, народной медицины и другие дисциплины. Большое внимание также уделял физическому воспитанию шакирдов, устраивал среди своих учеников различного рода соревнования.
С 1871 года жизнь и деятельность шейха в течение 42-х лет связана с Муллакаевским медресе. Им был внедрен новый метод обучения — джадидизм. Наряду с предметами, изучаемыми по старому — кадимистскому — методу, здесь начали преподавать светские предметы, такие как арифметика, русский язык, всеобщая история, физика, химия, естествоведение, основы законоведения, педагогика, логика, физическое развитие. На переменах разучивали упражнения на развитие слуховой и зрительной памяти.
Дважды совершил хадж и, два раза успешно сдав экзамены, получил диплом шейха: в Бухаре и в Священной Медине.
Муллакаевское медресе на территории исторического Башкортостана — единственное медресе, которое занималось профориентацией шакирдов. Здесь с 1872 года изучались такие предметы, как основы геологии, горного дела, строительство из камня и древесины, изготовление лакокрасочных материалов, лечение народными методами. Девушки здесь изучали «Основы религии», комментарии Корана, хадисы, а также учились вязанию, шитью, нормам мусульманской этики и эстетики. Группой девушек руководила и проводила занятия супруга шейха Г. Саиди ишана Райхан, дочь ахунда Махмуда Давлеткиреева.
До 400 шакирдов ежегодно обучались в Муллакаевском медресе.
Здесь учились многие представители башкирской, татарской и казахской интеллигенции и духовные лидеры того времени. Среди выпускников Муллакаевского медресе: золотопромышленники братья Мухаммед-Шакир и Мухаммед-Закир Рамеевы, имам Соборной мечети деревни Алакуянбаш, знаток арабской, персидской, тюркской и русской поэзии, член Оренбургского отделения «Российского императорского географического общества» Шамсетдин Каскынбаев, прототип героя повести Гариф Гумера «Городок на волнах» Усман Абдрахманович Ягафаров, имам 1-й Соборной мечети деревни Темясово, автор книги «Муллакай» Рахматулла Наушируанович Магадеев, почетный гражданин г. Оренбурга, член мусульманской фракции 1-й Думы ахунд Шагишариф Матинов, поэт-сэсэн, посвятивший оду Габдулле Саиди после смерти шейха, Шафик Аминев-Тамьяни и его земляк, поэт Фаварис ат-Тамьяни, имам и мударрис, соратник Валиди Тогана Абубакир Хусаинов, народные целители и чудотворцы Мужавир Сиражетдинов и Мухаммед-Анвар Сайтов и другие.
Муллакаевское медресе часто навещали такие знаменитости, как поэт Мифтахетдин Акмулла, шейх Зайнулла ишан Расулев, основоположник Башкирской республики, крупнейший ученый с мировым именем, востоковед Ахмед-Заки Валиди Туган и другие.
В 1913 году здоровье Г. Саиди резко ухудшилось, его парализовало, и он в течение года был прикован к постели.
Скончался 31 августа 1914 года.
Похоронен на муллакаевском кладбище. Позже другом покойного шейхом Зайнуллой ишаном Расулевым из Троицка на могиле была сделана надпись и установлен камень.
Мударрисы Муллакаевского медресе:
Нур-Мухаммед бин Габидулла аль-Мензелеви (с 1818 по 1833 гг.), Саитбаттал бин Нур-Мухаммед аль Ури (с 1837 по 1847 гг.), шейх Габдулла ишан Саиди аль-Булгари аль-Бурзяни аль-Сакмари (с 1871 по 1913 гг.), Саид-Ахмед бин Габдулла Саитов (с 1910 по 1917 гг.).
А.-З. Валиди таким образом оценивал просветительскую деятельность Абдуллы Саиди: 
"Наиболее образованными среди всех мулл были Зайнулла Расулев из Троицка и Абдулла Саиди из Муллакаево. Получив образование в Бухаре, Абдулла был признанным знатоком мусульманского вероучения, писал стихи на арабском и фарси, получил заслуженную известность как педагог и мастер слова; по своим религиозным предпочтениям он принадлежал к одному из направлений суфизма, распространенному в Индостане — «Мунджадид и Халида», которое в свою очередь представляет собой ответвление суфийского учения «Накшбандия».

## Творческая и научная деятельность
Писал стихи на арабском и персидском языках.
Был знаком с А. А. Валидовым и З. Х. Расулевым. Является автором более
20 научных трудов, среди которых — учебник по основам логики.